# Inwestycja podstawowa
Inwestycja podstawowa – inwestycja bezpośrednio związana z realizacją głównego celu inwestowania, np. hale fabryczne oraz magazyny materiałów i wyrobów z zakładach przemysłowych, stacje transformatorowo-rozdzielcze energetyki zawodowej, czy też linia przesyłowa.